# Ruut Weissman
Ruut Weissman (1955, Amsterdam) is een Nederlands theaterregisseur en voormalig artistiek directeur van de Kleinkunstacademie in Amsterdam. Voor de voorstelling Toon (2010) werd hij genomineerd voor een Vlaamse Musicalprijs voor beste regie en voor de voorstelling Hij Gelooft in Mij (2012) over André Hazes werd hij genomineerd voor een John Kraaijkamp Musical Award, eveneens voor beste regie.

## Musical en cabaret
Na een korte carrière als pianist, voor onder anderen Frans Halsema, en cabaretier met zijn eigen ensemble legde hij zich in 1983 toe op het docentschap op de Academie voor Kleinkunst waar hij in 1986 Johan Verdoner opvolgde als artistiek directeur. Onder zijn leiding fuseerde deze school met de Toneelschool Amsterdam onder de noemer Amsterdamse Toneelschool&Kleinkunstacademie en werd hierdoor onderdeel van de Theaterschool die al sinds 1988 deel uitmaakte van de Amsterdamse Hogeschool voor de Kunsten. In die hoedanigheid is hij ook medeverantwoordelijk voor vele cabaretvoorstellingen van gerenommeerde cabaretiers. 
Weissman was medeverantwoordelijk voor het concept en de regie van de voorstelling Tip Top (1995), die ook op tv werd uitgezonden en voor het concept en de regie van de remake van de musical Foxtrot (2001) en Het Verschil (2007) en Here, there and everywhere (2010).
In 2004 kwam zijn boek De kunst van het bedriegen uit, waarin hij zijn visie op acteren en cabaret uiteenzet. In 2008 volgde een tv-documentaire.
Weissman vertrok op 1 februari 2015 bij de Toneelschool en trad op 1 maart toe tot de artistieke leiding van DeLaMar Producties, met als aandachtsgebied de nieuw op te richten muziektheaterafdeling.

## Intimidatie
In 2015 diende zangeres en oud-student Karin Bloemen een verzameling aanklachten wegens seksuele intimidatie tegen Weissman en zijn collega Jappe Claes in. Hij gaf in een gesprek toe zelf drie relaties met studentes te hebben gehad in de jaren '80. In 2017 was er opnieuw commotie in dit verband rondom zijn persoon en werd aangekondigd dat hij wegens de gevoeligheden niet aanwezig zou zijn bij de premièrevoorstelling van een musical waarover hij de regie voerde. In een interview in oktober 2020 erkende Weissman dat hij een klacht had doorgegeven aan de opleidingsdirecteur en daarmee "formeel gedaan wat ik moest doen".
In 2020 maakte Weissman samen met filmmaker Judith de Leeuw en actrice Harriët Stroet een voorstelling over de machtsrelatie tussen een docent (een regisseur) en een leerling (een actrice). Hun zoektocht werd vastgelegd in de documentaire Ruut Weissman: De hoofdpersoon, die werd uitgezonden bij Het uur van de wolf. Daarin zegt Weissman: 
Door het maken van deze documentaire ben ik erachter gekomen dat ik de vis in het water was van de macht. Als ik terugdenk aan mezelf in die tijd, misschien was ik ook wel in bepaalde gevallen een verwende vervelende jongen die gewoon kon omgaan met de situatie zoals hij dat wilde en er was niemand die hem iets in de weg legde. Als ik nu naar de voorstelling kijk dan denk ik: het moet ook een keer gewoon afgelopen zijn met dat soort mannetjes als ik. Dat is toch niet goed voor de wereld, rot op.
- Gemeinsame Normdatei: 1056018984
- International Standard Name Identifier: 0000 0000 4094 535X
- Library of Congress Control Number: n2005029610
- MusicBrainz: 5a685487-34df-4e56-88ea-90c40419efef
- Nederlandse Thesaurus van Auteursnamen: 153413077
- Virtual International Authority File: 38781736
- WorldCat: E39PBJpDT9M8CJy9tRHy8JHBfq